# ベルナルド・オイギンス
ベルナルド・オイギンス・リケルメ（Bernardo O'Higgins Riquelme [berˈnarðo oˈxiɣins]、1778年8月20日 - 1842年10月24日）は、チリの軍人で政治家。南アメリカ各国をスペインから独立させるために活躍した。日本の歴史書などではベルナルド・オヒギンス、ベルナルド・オイヒンスなどと表記されることもある。アイルランド系チリ人、バスク系チリ人。

## 経歴
ベルナルド・オイギンスは、当時はスペイン帝国ペルー副王領の一部であったチジャンに生まれた。父であるアンブローシオ・オイギンスはアイルランド・スライゴ県出身のスペイン政府官吏で、母は現地の女性でチジャンでも評判の美人であった。スペイン政府はアメリカ州で上級官僚と現地住民との結婚を禁じていたが、ベルナルドの生誕時にアンブローシオはまだ下級の軍士官に過ぎず、ベルナルドの母と結婚しなかった理由は不明である。父から離れ、父からの送金によりベルナルドは母の実家で育てられた。
父アンブローシオがペルー副王になると、ロンドンへ留学。彼はここで南アメリカ独立の気運を知り、南アメリカ独立を目指した結社ロヒア・ラウタロに入会した。
1814年、チリ南部を代表してチリ独立戦争に加わるがスペイン軍に鎮圧された。ベルナルドはアンデス山脈を越えリオ・デ・ラ・プラタ（現アルゼンチン）へと亡命した。1817年、ホセ・デ・サン＝マルティンのアンデス軍に参加し、翌1818年再びアンデスを越えてチリへ侵入。アンデス軍はチャカブコの戦いとマイプーの戦いでスペイン軍に勝利し、チリの独立を不動のものとした。サン＝マルティンによりチリ元首に指名され、1818年2月12日にチリの独立を宣言した。
指導者としてのオイギンスは軍士官学校を設立し、現在のチリの国旗を制定するなどした。しかし、彼の自由主義的な政治姿勢はチリの保守的な地主階級から反発を受け、1823年1月28日の保守派のクーデターにより失脚する。オイギンスはペルーに亡命し、1842年にペルーのリマで客死した。

### その他
チリで流通している10ペソ紙幣に肖像が使用されている。また、小惑星(2351) O'Higginsはオイギンスの名前にちなんで命名された。